# Giovanni Pico della Mirandola
Giovanni Pico della Mirandola (ur. 24 lutego 1463 w Mirandoli w księstwie Ferrary, zm. 17 listopada 1494 we Florencji) – włoski polihistor: filozof, humanista, teolog, filolog, matematyk, astronom, przyrodnik, retor i poeta, przedstawiciel włoskiego Odrodzenia.

## Życiorys
Giovanni wywodził się z rodziny Piców z Mirandoli, władców niezależnego państewka uznających się za wasali ferraryjskich Estów. Ród Piców miał na terytorium Estów posiadłość Corbulę, a naturalna siostra Herkulesa I d’Este, Bianca Maria wyszła za mąż za stryja Giovanniego Galeotta. Picowie często bywali na ferraryjskim dworze. Giovanni przyszedł na świat w Mirandoli w 1463 roku jako syn Gianfresca Pica i Giulii Boiardo ze Scandiano. Studiował w Ferrarze, gdzie był uczniem Guarina z Werony. W Ferrarze też zaprzyjaźnił się z Titem Strozzim. Kazał też sobie przepisywać dzieła starożytnych pisarzy i wkrótce doszedł do mistrzostwa w językach klasycznych. Opanował biegle nie tylko grekę, ale również języki: chaldejski i hebrajski. Tito Strozzi mówił o nim, że nie było bieglejszego odeń uczonego w grece i łacinie i że nikt nie zgłębił lepiej praw przyrody i biegu gwiazd. Pico był mistrzem w matematyce, a mówiono o nim również, że nikt mu nie dorównał w oratorstwie. Kto cię słyszał rozprawiającego o kwestiach teologii – pisał do niego Strozzi – zdaje się mieć przed sobą wytrawnego starca, a przecież zaledwie lekki zarost pokrywa twoje różowe policzki.
Giovanni należał do najprzystojniejszych ferraryjskich młodzieńców i z równą łatwością zdobywał znajomość nowych języków jak serca kobiet. Jego miłosne przygody zrodziły szereg poezji miłosnych. Pico, praktyczniejszy od przyjaciela, pisał je jednak nie po łacinie, ale po włosku, by być przez swe adoratorki zrozumianym. W późniejszych latach musiał się jednak wstydzić niegodnego humanisty postępowania czy nazbyt lubieżnej treści swoich elegii, spalił je bowiem, jak mówił: religionis causa.
Z Ferrary przeniósł się do Bolonii, później do Paryża na zaproszenie tamtejszego uniwersytetu. Po osobliwej przygodzie miłosnej, ścigany za uwiedzenie i porwanie, osiadł w Perugii, gdzie oddał się studiom nad żydowską kabałą. Sprowadził sobie, w tajemnicy, uczonego w kabalistyce i za zamkniętymi drzwiami zgłębiał potępione przez Kościół nauki. Swoje poglądy na temat kabały zebrał potem w dziele Conclusiones Cabalisticae. Osiadł wreszcie we Florencji, gdzie zaprzyjaźnił się z Wawrzyńcem Medyceuszem. Z Florencji rozesłał do znanych sobie wybitnych uczonych ówczesnych dziewięćset tez, których zamierzał bronić w Rzymie w 1486 roku, wyznaczając sobie za cel wykazanie jak można dokonać syntezy hellenizmu i judaizmu (przez który rozumiał kabałę) w system platońsko-chrześcijański. Wystąpieniem tym narobił sobie wielu nieprzyjaciół wśród uczonych, popadł w podejrzenie o herezję i wzbudził gniew papieża Innocentego VIII. Innocenty VIII kazał przestudiować zaproponowane tezy, siedem z nich uznano za nieortodoksyjne, a sześć za wątpliwe. Pico bronił się nadal. Wówczas rozgniewany papież potępił wszystkie tezy w całości. Młody uczony uciekł do Francji. Został jednak pochwycony w 1488 roku przez wysłanników papieskich i uwięziony w Vincennes. Na prośbę kilku włoskich książąt został uwolniony i uzyskał zgodę na osiedlenie się we Florencji. Wawrzyniec Wspaniały użyczył mu swojej willi w Fiesole. Na prośbę Pica niespokojnego o swą prawowierność sprowadził też do Florencji Savonarolę.

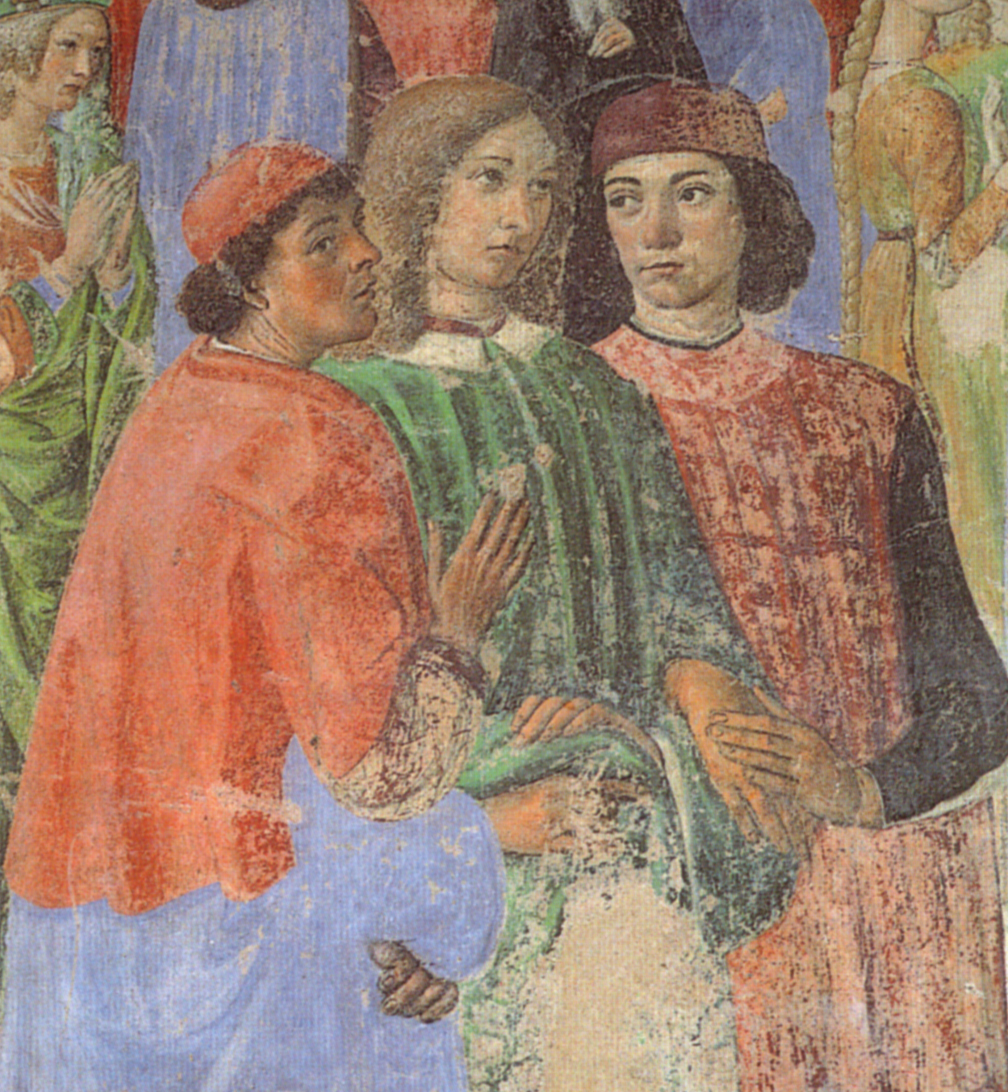
Pico della Mirandola (pośrodku), Marsilio Ficino (po lewej) i Angelo Poliziano

W Fiesole, gdzie przebywali również Poliziano i Ficino, Pico pisze traktat Heptaplus, dotyczący struktury wszechświata, a zawierający jego przekonanie o głębokiej jedności doktryn filozoficznych. W traktacie De ente et uno z 1491 roku stara się pogodzić Arystotelesa z Platonem. Zagadnieniu temu poświęca również De concordia Platonis et Aristotelis. W De hominis dignitate wychwala godność i wolność ludzką. Redaguje też długi, opublikowany pośmiertnie atak na doktryny astrologiczne, które przez jakiś czas go pociągały.
W ostatnich latach życia oddał się studiom teologicznym i żył odtąd jak zakonnik, częściowo w posiadłości Carbula w Ferraryjskim, częściowo w swojej willi Quarceto pod Fiesole. Zaczął się biczować, umartwiać postami, rozdawać majątek między ubogich, zamierzał też wstąpić do zakonu dominikanów i boso w habicie iść głosić słowo Boże. Zmarł w Quarceto 14 listopada 1494 roku, w trzydziestym pierwszym roku życia.

## Poglądy i znaczenie

Opera omnia, 1601

Znał kilkanaście języków, co pozwoliło mu rozwijać zainteresowanie filozofią świata islamu oraz filozofią i magią żydowską. Mimo platońskiej atmosfery otaczającej jego życie i pisma, wielu badaczy (zwłaszcza współczesnych) podkreśla, że w samej jego myśli jest wiele lub nawet więcej wątków arystotelesowskich niż platońskich, powstałych dzięki łączności z arystotelizmem padewskim. Pozostawał w bliskich stosunkach z najwybitniejszymi uczonymi swoich czasów, zrzekł się księstwa Mirandoli, by móc całkowicie poświęcić się nauce, próbował zorganizować w Rzymie zjazd wszystkich uczonych. Pico był także bliskim przyjacielem Savonaroli – pod jego wpływem został na łożu śmierci dominikaninem, wcześniej rozdając swoje bogactwa.
Jego najbardziej znanym dziełem jest mowa De hominis dignitate (O godności człowieka), która została uznana za manifest humanizmu. Przypisuje się mu stworzenie pojęcia „osobowości”, a także stwierdzenie, że nauka może uznać za prawdziwe tylko to, co można sprawdzić i zademonstrować. Autor pojęcia homo faber i sławnej sentencji każdy jest kowalem swojego losu, która jasno pokazuje, że renesansowego elitarystycznego pojęcia godności człowieka, która promuje rozwój indywidualny, nie należy mylić z naturalistyczną koncepcją Oświecenia, przyznającą jednakową godność każdemu. Koncepcja homo faber poprzez myśl Burckhardta wywarła duży wpływ na idee pozytywizmu, a szczególnie na koncepcję nadczłowieka Nietzschego.
Pracując nad próbą pogodzenia platonizmu z arystotelizmem, powziął pomysł zorganizowania światowego zjazdu filozofów. Wierzył, że taki zjazd pozwoliłby na wypracowanie wspólnego stanowiska uczonych i stworzenia jednej, uniwersalnej filozofii. Mową wprowadzającą miał być właśnie traktat O godności człowieka. Niestety zjazd się nie odbył, gdyż Pico popadł w konflikt z Kościołem (papież odmówił zgody na zgromadzenie). Musiało się tak stać, gdyż Pico w swym tekście przedstawia człowieka jako istotę autonomiczną, niezależną od Boga. Twierdzi, że ludzka natura jest nieokreślona – każdy ma potencję (możliwość) stania się kim zechce; człowiek sam określa swój los poprzez swoje działanie, a wszystko co żyje posiada naturę warunkującą działanie – jedynie ludzka natura jest wolna.
Pico przedstawia także trójczłonową koncepcję drogi człowieka do doskonałości, obejmującą:
1. Illuminatio (oświecenie) – na drodze dialektyki (studia filozoficzne, praktykowanie białej magii)
2. Perfectio (doskonałość) – na drodze teologii
3. Purgatio (oczyszczenie) – na drodze etyki

## Śmierć
Mirandola zmarł w wieku 31 lat i już jego współcześni podejrzewali otrucie. Badania szkieletu, przeprowadzone przy zastosowaniu technologii biomolekularnej, tomografii komputerowej oraz analiz DNA potwierdziły tę tezę. W kościach znaleziono arszenik, a także duże ilości ołowiu i rtęci. Prawdopodobnie zabójstwo zlecił Piero II de’ Medici, syn i następca zmarłego w 1492 roku Lorenzo de’ Medici. Piero wydał na Mirandolę wyrok śmierci, ponieważ ten zaprzyjaźnił się z dominikaninem Girolamem Savonarolą. Ten ostatni, zaproszony przez Pica do Florencji, piętnował w swych kazaniach dynastię Medyceuszy, ponadto wzywał obywateli do niszczenia dzieł „bezbożnych” artystów.